# Estación de Sabadell Norte
Sabadell Norte (en catalán y oficialmente Sabadell Nord) es una estación ferroviaria subterránea situada en la ciudad española de Sabadell, en la provincia de Barcelona, comunidad autónoma de Cataluña. Cuenta con servicios de Media Distancia operados por Renfe y forma parte de la línea R4 de la red de Cercanías Barcelona.
El 20 de julio de 2017 se inauguró la estación de Sabadell Nord de FGC, estación que hace de intercambiador con la estación de cercanías al prolongarse el Metro del Vallès hasta Sabadell - Parc del Nord.

## Situación ferroviaria
Se encuentra ubicada en el punto kilométrico 340,7 de la línea férrea de ancho ibérico que une Zaragoza con Barcelona por Lérida y Manresa a 216 metros de altitud. El tramo es de vía doble y está electrificado.

## La estación
El recinto, una de las tres estaciones de Adif con las que cuenta la ciudad, data de 1973. Fue construida poco después del soterramiento de las vías a su paso por el núcleo urbano. Es por ello una estación subterránea a la que se accede desde la Plaza de España. Cuenta con dos niveles. En el primero se encuentran las taquillas, las máquinas expendedoras de comida y bebidas y también las máquinas de impresión de billetes, una sala de espera, un aparcamiento para bicicletas, una cafetería y los torniquetes de acceso. En el segundo están los dos andenes laterales de 250 metros de longitud que se sitúan bajo la bóveda del túnel que da cobijo a las vías siguiendo el esquema clásico de una estación de metro. 
El edificio de la antigua estación sigue en pie a día de hoy y se utiliza como edificio principal de la estación de autobuses.

## Servicios ferroviarios

### Cercanías
Forma parte de la Línea R4 de Cercanías Barcelona operada por Renfe. La frecuencia media entre semana es un tren cada 20 minutos, mientras que los fines de semana los trenes circulan cada 30-60 minutos.
| << cabecera                                                         | < estación      | línea | estación >   | cabecera >>     |
| ------------------------------------------------------------------- | --------------- | ----- | ------------ | --------------- |
| Rodalies de Catalunya de Renfe                                      |                 |       |              |                 |
| Hospitalet Martorell Villafranca del Panadés San Vicente de Calders | Sabadell Centro |       | Tarrasa Este | Tarrasa Manresa |
| Algunos trenes no efectúan parada en esta estación                  |                 |       |              |                 |